# Уитмен, Маргарет
Ма́ргарет «Мег» Уи́тмен (англ. Margaret Cushing “Meg” Whitman, род. 4 августа 1956, Колд-Спринг-Харбор, штат Нью-Йорк, США) — американский предприниматель и политический активист. Кандидат в губернаторы Калифорнии от Республиканской партии на выборах 2010 года. Была президентом и гендиректором компании eBay (1998—2008), затем корпорации Hewlett-Packard (2011—2015), с конца 2015 года руководит компанией Hewlett Packard Enterprise.
В 2016 году в рейтинге журнала «Forbes» Мег Уитмен стала 9-й в списке 100 самых влиятельных женщин мира.

## Биография
Родилась 4 августа 1956 года в Нью-Йорке. В 1977 году получила степень бакалавра по экономике в Принстонском университете, в 1979 году — степень магистра делового администрирования в Гарвардской школе бизнеса. Работала на управленческих должностях в компаниях Procter & Gamble, Bain & Company, The Walt Disney Company, руководила компанией Florists’ Transworld Delivery (крупной компанией по торговле цветами).
С 1998 по 2008 год Уитман была генеральным директором и президентом компании eBay и входила в состав её совета директоров. В сентябре 2011 года назначена генеральным директором корпорации Hewlett-Packard.
По состоянию на 2010 год занимала четвёртое место в списке самых богатых женщин Калифорнии с личным состоянием $1,3 млрд.
С конца 2015 года возглавила руководство компании Hewlett Packard Enterprise.
В апреле 2017 года вошла в совет директоров вновь сформированной корпорации DXC Technology, которая появилась в результате объединения активов подразделения HPE Enterprise Services и корпорации Computer Sciences Corporation.
В ноябре 2017 года Мег Уитмен объявила о намерении сложить полномочия гендиректора Hewlett Packard Enterprise с 1 февраля 2018 года, при этом она сохранит членство в совете директоров компании.